# Kościół św. Gertrudy w Hamburgu
Kościół św. Gertrudy w Hamburgu (niem. St. Gertrud-Kirche) – ewangelicko-luterański kościół w dzielnicy Hamburg-Uhlenhorst (okręg administracyjny Hamburg-Nord), wzniesiony przez Johannesa Otzena.

## Historia
Dzisiejszy kościół św. Gertrudy jest następcą kaplicy cmentarnej św. Gertrudy zniszczonej podczas wielkiego pożaru Hamburga w  1842. Kaplica została wzniesiona w 1580 na Starym Mieście (Altstadt) u zbiegu ulic Gertrudenstraße i Lilienstraße na cmentarzu pod tą samą nazwą. Była to niewielka budowla na planie centralnym, nakryta kopułą, z dołączoną, niewielką nawą. Po pożarze kaplicy już nie odbudowano, z czasem przestał też istnieć cmentarz; dziś o jego istnieniu przypomina tylko plac pod tą nazwą.
Po 1842 nastąpiła szybka odbudowa miasta i jego dalszy rozwój, znajdujący swoje odzwierciedlenie m.in. w powstawaniu nowych przedmieść. Do takich należało przedmieście Uhlenhorst, gdzie w związku z szybkim przyrostem liczny ludności zaistniała pilna potrzeba budowy nowego kościoła. W związku z tym miasto dokonało z dotychczasowa parafia zamiany jej nieruchomości leżącej w pobliżu dzisiejszej Mönckebergbrunn na swoją, położoną przy Kuhmühlenteich. Po tej zamianie parafia przeniosła się na nowe miejsce. Fundusze na budowę nowego kościoła w stanie surowym (750 000 ówczesnych marek) pochodziły z kamienic przy Rosenstraße i Lilienstraße oraz z fundacji św. Gertrudy w Bürgerweide (podobna suma).

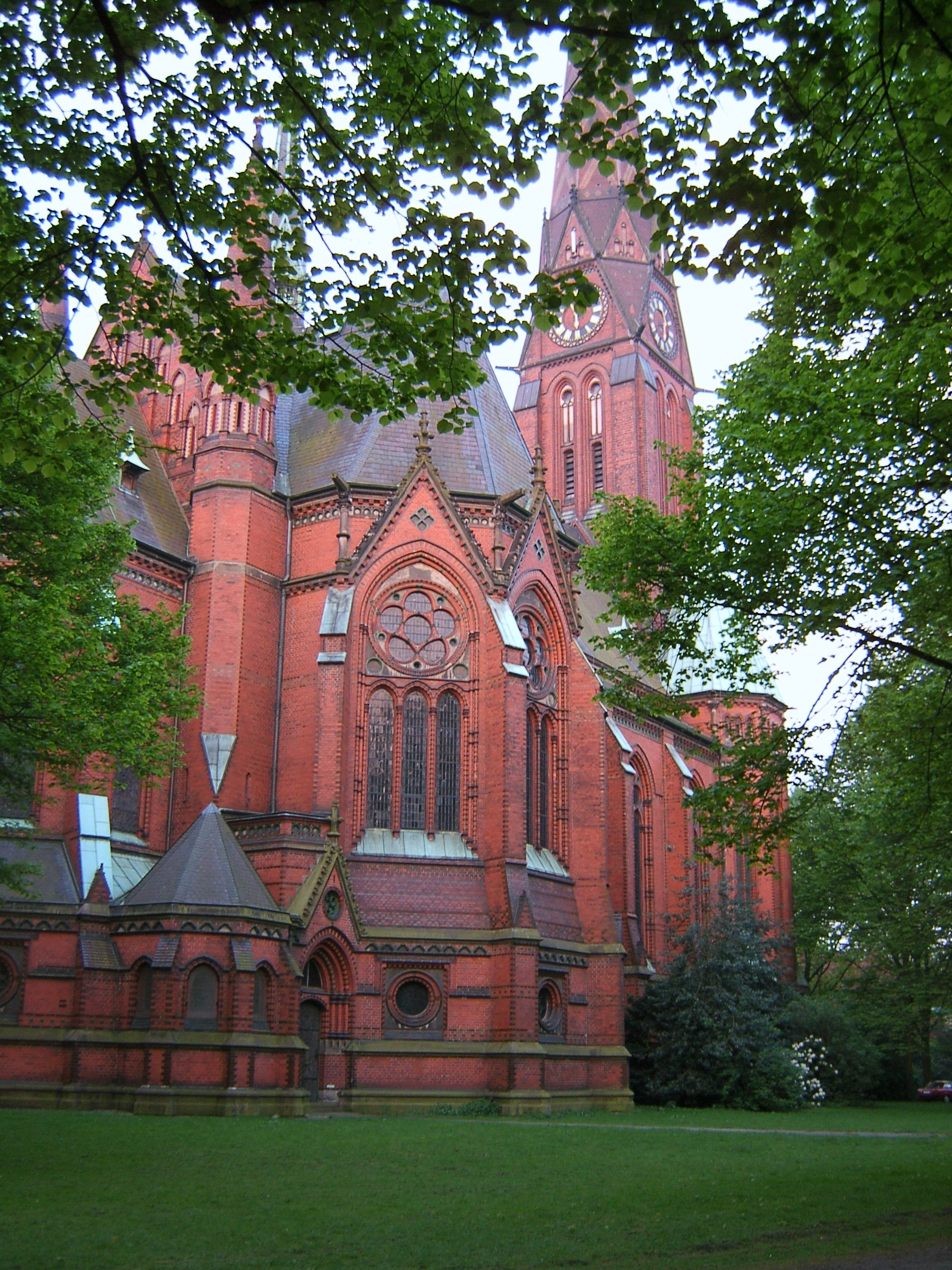
Kościół św. Gertrudy od strony prezbiterium

Zaprojektowanie i wzniesienie nowego kościoła powierzono holsztyńskiemu architektowi Johannesowi Otzenowi, który zdążył zdobyć sobie sławę wziętego budowniczego kościołów w różnych miastach Niemiec. Architekt niezwłocznie wykonał projekt, po czym przystąpiono do budowy kościoła. Prace trwały od 1882 do 1885 a w 1886 odbyła się konsekracja świątyni.
Nowo wzniesiony kościół reprezentował typ kościoła halowego, utrzymanego w stylu neogotyckim. Podstawowym budulcem była cegła, ulubiony materiał budowlany architekta i zarazem typowy dla architektury północnych Niemiec. Wysokość naw: od posadzki do sklepień: 19 m, od posadzki do kalenicy: 29 m. Kościół mógł pomieścić 1150 osób (miejsca siedzące); uzupełnieniem budowli była smukła, wysoka na 88 m wieża, pokryta gontem. Do wykończenia kościoła użyto ponad 450 rodzajów detali z kamienia i glazury, co było nie lada przedsięwzięciem w tamtych czasach.
Do zaakcentowania poszczególnych elementów budowli (hełm południowej, bocznej wieży, gzymsy okienne, sygnaturka) użyto miedzi, której zielona patyna kontrastuje dzisiaj z czerwienią cegły. Otzen zaprojektował również wystrój wewnętrzny kościoła: ołtarz, ambonę, chrzcielnicę i ławki z klęcznikami; kościół więc jawił się w efekcie tych działań jako dzieło harmonijne i skończone.

## Wieża
Wieża kościelna mierzy 93 m (sama wieża ma 88 m a na niej znajduje się 5-metrowy krzyż z lilią). 
Na wieży znajdują się: 
- zegar (średnica 3,20 m, długość wskazówek: 1,40 m – godzinowa i 1,60 m – minutowa
- trzy dzwony, zawieszone pod zegarem: Jesus B, Paulus D und Luther F.

Pomiędzy wieżą kościoła a Kuhmühlenteich znajduje się geograficzny środek Hamburga.